# 萨布盖鲁
萨布盖鲁是葡萄牙瓜达区的一个堂区。总面积38.08平方公里，总人口453人，人口密度11.9人/平方公里。